# Kansikkopuro
Kansikkopuro este o arie protejată (arie specială de conservare — SAC, sit de importanță comunitară — SCI) din Finlanda întinsă pe o suprafață de 5,7 ha, integral pe uscat.

## Localizare
Centrul sitului Kansikkopuro este situat la coordonatele 63°38′41″N 29°12′18″E / 63.6447°N 29.205°E.

## Înființare
Situl Kansikkopuro a fost declarat sit de importanță comunitară în mai 2002 pentru a proteja 1 specie de plante. Situl a fost protejat și ca arie specială de conservare în aprilie 2015.

## Biodiversitate
Situată în ecoregiunea boreală, aria protejată conține 1 habitat natural: Mlaștini împădurite.
La baza desemnării sitului se află o specie protejată de  plante: Ranunculus lapponicus.